# Salts als Jocs Olímpics d'Estiu de 1932 - Palanca de 10 metres femenina
El salt de palanca de 10 metres femenina fou una de les quatre proves de salts que es disputà dins el programa dels Jocs Olímpics d'Estiu de Los Angeles del 1932. La prova es va disputar el 10 d'agost de 1932. Hi van prendre part 8 saltadors de 6 països diferents.

## Medallistes
| Or                    | Plata                 | Bronze             |
| Dorothy Poynton (USA) | Georgia Coleman (USA) | Marion Roper (USA) |

## Resultats
Les saltadores havien de fer quatre salts, dos d'obligatoris i dos de lliures. En ser sols 7 saltadores es va disputar la final directa.
| Posició | Atleta                     | País         | Salt | Salt | Salt  | Salt  | Total |
| Posició | Atleta                     | País         | #1   | #2   | #3    | #4    | Total |
| ------- | -------------------------- | ------------ | ---- | ---- | ----- | ----- | ----- |
| 1       | Dorothy Poynton-Hill       | Estats Units | 9,68 | 9,46 | 10,80 | 10,32 | 40,26 |
| 2       | Georgia Coleman            | Estats Units | 8,80 | 9,24 | 7,86  | 9,84  | 35,56 |
| 3       | Marion Roper               | Estats Units | 8,58 | 7,92 | 9,12  | 9,60  | 35,22 |
| 4.      | Ingeborg Sjöqvist          | Suècia       | 7,92 | 8,36 | 9,60  | 8,64  | 34,52 |
| 5.      | Ingrid Larsen              | Dinamarca    | 7,70 | 7,70 | 7,92  | 8,64  | 31,96 |
| 6.      | Etsuko Kamakura            | Japó         | 7,26 | 6,82 | 7,86  | 9,60  | 31,36 |
| 7.      | Magdalene Epply-Staudinger | Àustria      | 5,06 | 6,82 | 6,24  | 8,64  | 26,76 |